# Simessjön
Simessjön är en sjö i Ljusdals kommun i Hälsingland och ingår i Ljusnans huvudavrinningsområde. Sjön har en area på 0,224 kvadratkilometer och ligger 408 meter över havet.

## Delavrinningsområde
Simessjön ingår i det delavrinningsområde (682914-151758) som SMHI kallar för Mynnar i Simeån. Medelhöjden är 351 meter över havet och ytan är 19,75 kvadratkilometer. Det finns inga avrinningsområden uppströms utan avrinningsområdet är högsta punkten. Bergvallsån som avvattnar avrinningsområdet har biflödesordning 3, vilket innebär att vattnet flödar genom totalt 3 vattendrag innan det når havet efter 87 kilometer. Avrinningsområdet består mestadels av skog (73 procent). Avrinningsområdet har 0,23 kvadratkilometer vattenytor vilket ger det en sjöprocent på 1,1 procent.